# Renal tubulär acidos
Renal tubulär acidos (RTA) är en njursjukdom då förmåga att sänka urinens pH saknas. Vätejoner ansamlas i blodet och metabolisk acidos uppstår. Det finns olika former av RTA, där den vanligaste är distal renal tubulär acidos (dRTA), där kalciumhalten i urinen dessutom ökar. 
Acidosen ska behandlas med alkaliinnehållande tabletter.